# 풍선껌 (드라마)
《풍선껌》은 2015년 10월 26일부터 2015년 12월 15일까지 tvN에서 방영된 월화 드라마이다.

## 등장 인물

### 주요 인물
- 이동욱 : 박리환(33세) 역 (아역 홍은택, 윤찬영) - 한의사
- 정려원 : 김행아(33세) 역 (아역 한서진, 강은아) - 라디오PD
- 이종혁 : 강석준(43세) 역 - 라디오 방송국 본부장
- 박희본 : 홍이슬(33세) 역 - 치과의사

### 라디오국 사람들
- 김리나 : 노태희(33세) 역 - 라디오 작가
- 박원상 : 조동일(45세) 역 - 라디오 부장, 일명 닌자
- 김정난 : 오세영(41세) 역 - 라디오 DJ
- 안우연 : 예준수(28세) 역 - 라디오 막내작가

### 리환의 주변 인물
- 배종옥 : 박선영(56세) 역 - 리환의 어머니, 종합병원 이비인후과 과장
- 이승준 : 권지훈(37세) 역 - 훈&환 한의원 원장
- 박성근 : 고상규 역 - 선영의 친구이며 동료 의사
- 미상 : 맹우빈 역

### 행아의 주변 인물
- 이문수 : 노동식(62세) 역 - 시크릿가든 주방장
- 서정연 : 심공주(심청이, 58세) 역 - 시크릿가든 운영
- 고보결 : 노동화(19세) 역 - 시크릿가든 직원
- 박철민 : 故김준혁 역 - 행아의 아버지 (특별출연)
- 미상 : 이연화 역 - 행아의 어머니

### 이슬의 주변 인물
- 박준금 : 이슬의 어머니(57세) 역
- 김사권 : 홍정우(38세) 역 - 이슬의 오빠

### 그 외 인물
- 손범준 : 리환의 환자 야구선수 역 (1회)
- 지하윤 : 자살하려는 학생 이진아 역 (1회)
- 유인나 : 라디오 목소리 출연 (1회)
- 이용이 : 리환의 환자 (3회)
- 양동근 : 라디오 게스트 역 (우정출연, 5회, 12회)
- 알렉스 : 홍이슬의 맞선남 역 (우정출연, 14회, 16회)
- 김영옥 : 오세영의 어머니 역 (특별출연, 16회)

## 시청률
최저 시청률과 최고 시청률은 시청률 조사회사와 지역별로 시청률에 차이가 있을 수 있습니다.
| 2015년 | 2015년    | 2015년                                        | 2015년          | 2015년      | 2015년 |
| 회차   | 방송일자  | 에필로그 제목                                 | AGB 닐슨 시청률 | TNMS 시청률 |        |
| ------ | --------- | --------------------------------------------- | --------------- | ----------- | ------ |
| 제1회  | 10월 26일 | 그래도 말하지 그랬어                          | 1.232%          | 1.0%        |        |
| 제2회  | 10월 27일 | 당신은 내게 부탁했지요, 그래서 나는…          | 1.736%          | 1.7%        |        |
| 제3회  | 11월 2일  | 내가 원하는 건 네가 원하는 건                 | 0.866%          | 1.0%        |        |
| 제4회  | 11월 3일  | 오늘의 우리는 어제의 우리가 아닌 걸           | 1.316%          | 1.4%        |        |
| 제5회  | 11월 9일  | 그게 진짜 네 마음이잖아                       | 1.065%          | 1.0%        |        |
| 제6회  | 11월 10일 | 어떤 꿈은 현실에 깊이 스며들기도 하죠         | 1.697%          | 1.4%        |        |
| 제7회  | 11월 16일 | 화양연화, 그때는 알 수 없었던                 | 1.113%          | 1.1%        |        |
| 제8회  | 11월 17일 | 얼룩져도 좋아, 흉터라도 괜찮아, 사라지지는 마 | 1.310%          | 1.0%        |        |
| 제9회  | 11월 23일 | 너무 무거운, 너무 무서운, 사랑                | 1.105%          | 1.0%        |        |
| 제10회 | 11월 24일 | 행아야, 사랑해                                | 1.396%          | 1.7%        |        |
| 제11회 | 11월 30일 | 기억이란 사랑보다 더                          | 0.754%          | 1.0%        |        |
| 제12회 | 12월 1일  | 나는 너를 불러, 끝나지 않는 노래처럼          | 1.705%          | 1.4%        |        |
| 제13회 | 12월 7일  | 깜깜한 밤하늘에 푸른 신호등                   | 0.710%          | 0.8%        |        |
| 제14회 | 12월 8일  | 그리움과 행복은 한 걸음 차이                  | 1.335%          | 1.2%        |        |
| 제15회 | 12월 14일 | 행복을 지켜내는 주문, 고마워                  | 0.766%          | 1.0%        |        |
| 제16회 | 12월 15일 | 그렇게 빈 틈 사이로 다시 봄이 옵니다          | 1.179%          | 1.3%        |        |